# Na skróty do szczęścia
Na skróty do szczęścia (ang. Shortcut to Happiness albo The Devil and Daniel Webster) – amerykański film komediowy z 2003 roku, zrealizowany na podstawie opowiadania Stephena Vincentego Benéta.
Film znany był też w Polsce pod alternatywnym tytułem Diabeł i Daniel Webster.

## Treść
Nowojorski pisarz Jabez Stone cierpi na brak sukcesów zarówno w życiu osobistym, jak i zawodowym. Kiedy dowiaduje się, że jeden z jego kolegów po piórze sprzedaje prawa do kolejnej książki za 190 tysięcy dolarów, obiecuje w zamian za sukces oddać duszę diabłu. Wkrótce przychodzi do niego diabeł pod postacią pięknej kobiety. Stone zawiera umowę, na mocy której zostaje sławny, a jego dzieła stają się bestsellerami. W zamian ma oddać swoją duszę za dziesięć lat od dnia podpisania umowy. Kiedy dziesięć lat mija, Jabez staje przed perspektywą wieczności w piekle. Przerażony tym pisarz zatrudnia adwokata - Daniela Webstera, który stara się wybronić swojego klienta i tym samym unieważnić umowę.

## Główne role
- Alec Baldwin - Jabez Stone
- Jennifer Love Hewitt - Diabeł
- Anthony Hopkins - Daniel Webster
- Dan Aykroyd - Julius Jensen
- Kim Cattrall - Constance Hurry
- Jason Patric - Ray
- Amy Poehler - Molly Gilchrest
- Darrell Hammond
- John Savage - Johnny
- Frank Sivero - Luigi
- Barry Miller - Mike Weiss
- Mike Doyle - Luke